# Publi Valeri Faltó
Publi Valeri Faltó (en llatí Publius Valerius Q. F. P. N. Falto) va ser un magistrat romà. Era germà del cònsol Quintus Valerius Q. F. P. N. Falto i ell mateix va ser cònsol el 238 aC juntament amb Tiberi Semproni Grac. Formava part de la gens Valèria, i era de la família dels Faltó.
Els gals bois després d'haver estat en pau per quasi mig segle, van reprendre les hostilitats contra els romans i van formar una lliga amb altres tribus de gals del Po i amb els lígurs. Faltó va ser enviat al nord amb un exèrcit, però va ser derrotat a la primera batalla amb greus pèrdues. El senat romà, en conèixer les notícies de la desfeta, va enviar al pretor Marcus Genucius Cipus en ajut de Faltó, però ell ho va veure com una intromissió i va atacar als bois abans de l'arribada dels reforços i els derrotà.
A la seva tornada a Roma li van ser refusats els honors del triomf, no tant per la seva derrota inicial, sinó per haver lluitat sense esperar al pretor.